# Ragu
Ragu [raˈɡu] (do francês  ragoût, de ragoûter "despertar o gosto ou o apetite") é um molho à base de carne cozida, tradicionalmente utilizado no acompanhamento de massas na culinária italiana. É também usado na culinária brasileira, principalmente paulista, de influência italiana. Criado por Alberto Alvisi no século XVIII, a sociedade gastronómica Accademia Italiana della Cucina documenta várias variações da receita, sendo as mais típicas o ragu à bolonhesa, à napolitana e à baresa
Duas são as variantes italianas principais, mais conhecidas:
- napoletano – diferentes carnes cozidas em fogo médio durante horas, extrato de tomate, azeite, cebola, vinho tinto, água – usado em rigatoni ou fusilli com queijo parmesão. A  carne é servida separada, em porções, é o bracciole al ragù.[3]

- bolognese ou emiliano – carne moída, picada ou desfiada com tomate – usado em fettuccine e pappardelle.

Há outros tipos, também italianos na origem: sardo, piemontese, lucano (alla potentina), abbruzzese, barese (de macellaio), alla calabrese etc e alguns especiais: di seppia (lula; di gamberi (camarão); de amêijoa e também de soja.

## Variantes diversas
Há diversas variedades de ragu, conforme os países:
- Alemanha – ‘’Schweinepfeffer’’ com base em carne de porco
- Bélgica – ‘’Hesbignon, feito em  Hesbaye à base de rim de boi, tomates e   genebra  (aguardente de cereais em que foram infundidas bagas de zimbro); e o Waterzooï, com carnes brancas ou peixe, legumes e um caldo com creme.
- Canadá – Ragoût de boulletttes, típico do Quebec, com cubos de carne bovina e de porco (por vezes frango), cenouras, nabos e salsão; e ragoût de pattes’’ (variante mais comum  para tempo de festas),  com pé de porco, cubos de porco, canela, cravo e pimenta da Jamaica.
- Hungria - Goulash é um  ragu de carnes (boi, vitela, porco, carneiro, cavalo, etc.) com muita cebola e páprica.
- Irlanda -  Há variantes do Irish stew original, uma sopa feita num pote, usando também cerveja, que se assemelham ao ragu.
- Itália – ragu tirolês da região de Trentino-Alto Ádige, feito com carne de porco, salsichas, tomates, caldo quante, batatas e vinho.
- Marrocos – Tajines, prato tradicional do país, um ensopado  feito com vários tipos de carne, peixes, legumes, frutas e especiarias. O nome vem da tradicional panela marroquina de cobertura cônica, onde os alimentos cozinham.
- Tunísia – ‘’Mloukhiya’’, carne com um molho verde escuro à base de corète potagère (Corchorus olitorius L.). A cor do molho se explica por tradições ligadas à religião muçulmana : a Hégira, o fim do luto e do Ramadan. Mloukhiya é, de forma mais exata, a folha seca da corète, que, reduzida a pó, serve para fazer o molho.